# Siły niemieckie w powstaniu warszawskim

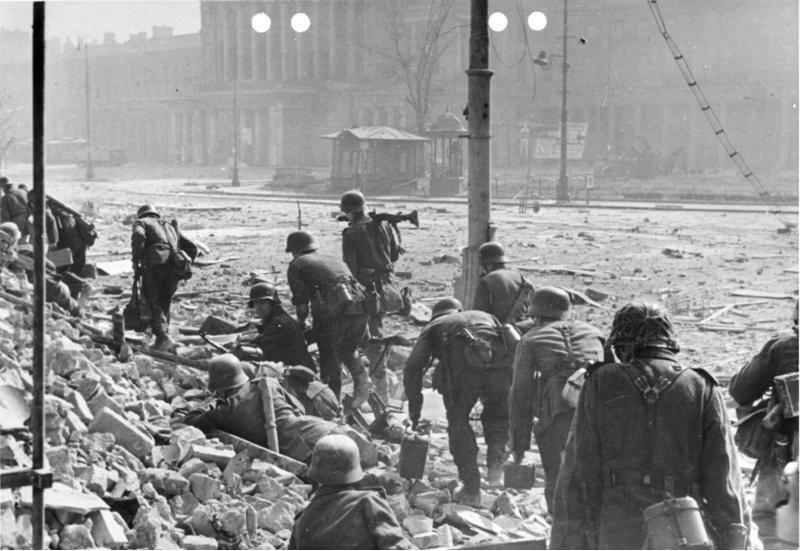
Niemieccy żołnierze w rejonie placu Teatralnego

Siły niemieckie w powstaniu warszawskim – opis struktury, uzbrojenia i liczebności niemieckich formacji wojskowych i policyjnych, uczestniczących bezpośrednio w tłumieniu powstania warszawskiego 1944.
Łącznie z siłami garnizonu miasta oraz jednostkami frontowymi przechodzącymi przez Warszawę, Niemcy użyli do walki z powstańcami – w różnych odstępach czasu – ogółem około 50 tysięcy żołnierzy.

## Niemiecki garnizon Warszawy (stan na 1 sierpnia 1944)

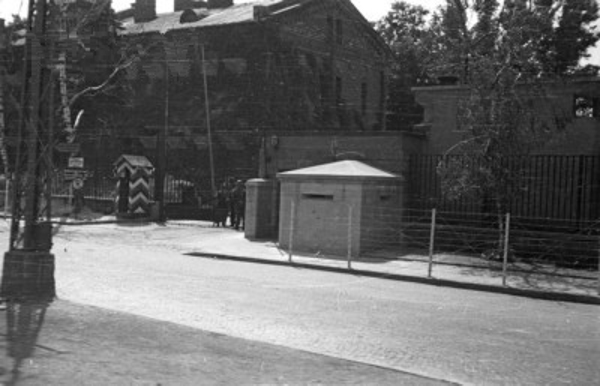
Koszary artylerii przeciwlotniczej (Flakkaserne) przy ulicy Puławskiej

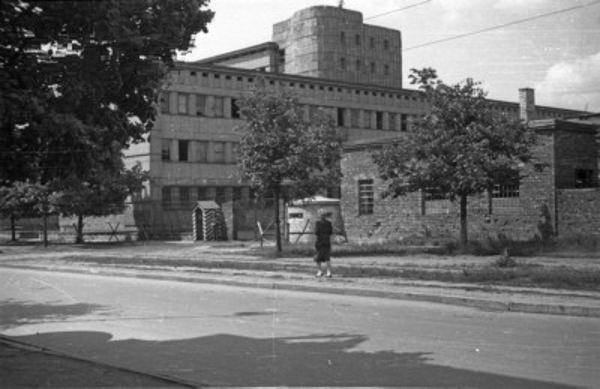
Koszary SS na Mokotowie (SS-Stauferkaserne)

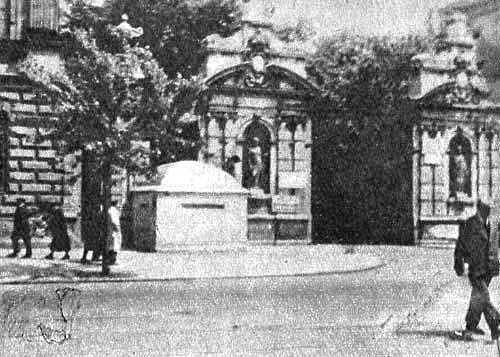
Niemiecki bunkier przed bramą Uniwersytetu Warszawskiego

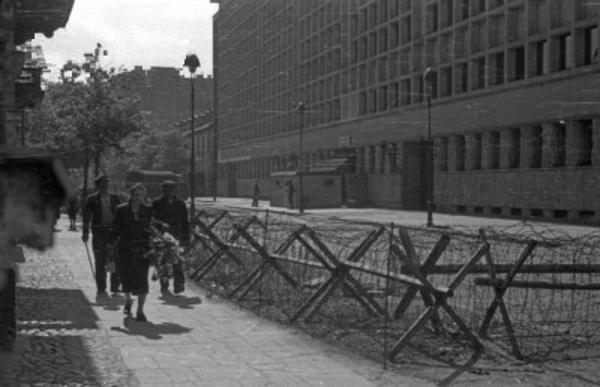
Zasieki przed wejściem do niemieckiego szpitala zlokalizowanego w gmachu Sądów przy ulicy Ogrodowej

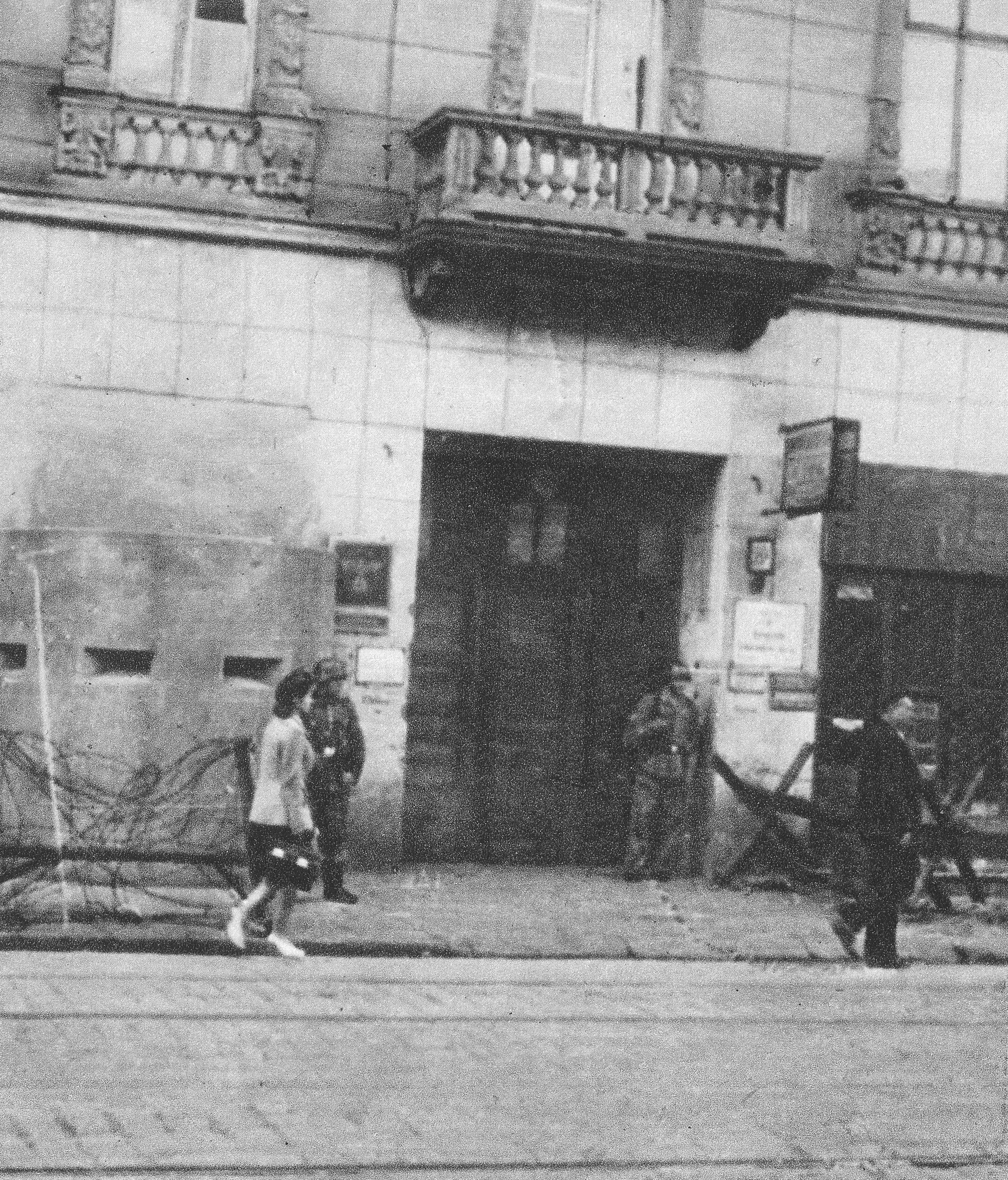
Wejście do Nordwache przy ulicy Żelaznej, po lewej stronie widoczny bunkier

Już zimą przełomu 1939/40 Niemcy przystąpili do opracowywania planów stłumienia ewentualnego polskiego powstania. Warszawa – centrum polskiego oporu przeciw nazistowskiemu „nowemu porządkowi” – zajmowała w tych planach miejsce szczególne. Przygotowania nabrały tempa wiosną 1944, gdy po niemieckiej klęsce na Białorusi stało się jasne, że polska stolica może wkrótce znaleźć się w bezpośredniej strefie frontowej. Przystąpiono wówczas do fortyfikowania wszystkich obiektów, w których mieściły się niemieckie urzędy, instytucje lub koszary. Otrzymały one ochronę ogniową z betonowych schronów, niektóre zabezpieczono także zasiekami i okopami strzeleckimi. W podobny sposób Niemcy zabezpieczyli również – w najczulszych miejscach – najważniejsze arterie komunikacyjne w mieście (skrzyżowania, mosty, wiadukty). Ponadto zlikwidowali najmniejsze posterunki policyjne (niem. Abschnittswachen), wzmacniając ich kosztem ochronę najważniejszych obiektów. W każdym niemieckim urzędzie zorganizowano zbrojne pogotowie złożone z cywilnych pracowników, do którego należeli wszyscy zatrudnieni tam Niemcy i Volksdeutsche. Opracowano także szczegółowe zasady postępowania niemieckich cywilów i wojskowych na wypadek wybuchu polskiego powstania.
Niemieckie plany zakładały, że garnizon Warszawy powinien docelowo osiągnąć liczebność około 36 tysięcy ludzi – na co składać się miało 15 tysięcy żołnierzy wojsk lądowych i 13 tysięcy żołnierzy Luftwaffe (podporządkowanych komendantowi wojennemu miasta) oraz 4 tysiące żołnierzy Waffen-SS i 4 tysiące policjantów (podlegających Dowódcy SS i Policji na dystrykt warszawski). Zakładano, że ogólne dowództwo spoczywać będzie w rękach komendanta garnizonu warszawskiego, z tym, że w wypadku lokalnych rozruchów (alarm I i II stopnia) walką miał kierować SS- und Polizeiführer, a do ich stłumienia użyte zostałyby podległe mu jednostki SS i policji. Wehrmacht miał wkroczyć do akcji jedynie w przypadku, gdyby doszło do wybuchu powstania powszechnego (dowodzenie nad wszystkimi niemieckimi siłami w Warszawie objąłby wówczas komendant garnizonu). Z racji trudnej sytuacji militarnej, w jakiej znajdowała się III Rzesza, niemiecki garnizon Warszawy nigdy nie osiągnął jednak planowanej liczebności. Co więcej, niektóre spośród jego najbardziej wartościowych oddziałów zostały wycofane z miasta i skierowane na front.
W momencie wybuchu powstania niemiecki garnizon Warszawy liczył ponad 13 tysięcy żołnierzy. Na tę liczbę składało się około 5600–6000 żołnierzy Wehrmachtu, 4300 osób w jednostkach SS i policji oraz blisko 3 tysiące żołnierzy naziemnej obsługi lotnictwa (z czego około 2,5 tysięcy na lotnisku Okęcie oraz około 500 na lotnisku bielańskim). Jeżeli doliczyć do tego również baterie artylerii przeciwlotniczej i oddziały zadymiania mostów wchodzące w skład stacjonującego w mieście 80. pułku 10. Brygady Artylerii Przeciwlotniczej (3 tysiące żołnierzy, 114 dział kalibru 88 mm, 18 dział kalibru 37 mm i 132 działa kalibru 20 mm), okazuje się, że Niemcy dysponowali w Warszawie jednostkami o łącznej liczebności około 16 tysięcy żołnierzy. Miasto zostało podzielone na tak zwane bloki obronne: „A”, „B”, „C”, „D” (Warszawa lewobrzeżna) i „E” (Praga) – każde z określonym dowództwem, podporządkowaniem, przydziałem sił i środków oraz systemem zaopatrzenia w żywność i amunicję. 27 lipca 1944 Adolf Hitler mianował generała Reinera Stahela na stanowisko komendanta wojennego Warszawy. Według Tadeusza Sawickiego Stahel przybył do miasta jeszcze tego samego dnia. Inne źródła wskazują jednak, że generał pojawił się w Warszawie dopiero 31 lipca – to jest na dzień przed wybuchem powstania. Funkcję Dowódcy SS i Policji na dystrykt warszawski pełnił w tym czasie SS-Oberführer Paul Otto Geibel.
Charakterystyczną cechą dyslokacji jednostek niemieckiego garnizonu Warszawy było ich duże rozśrodkowanie. Według informacji uzyskanych przez wywiad Armii Krajowej w mieście znajdowało się 179 obiektów zajętych przez wojsko lub instytucje niemieckie. W ten sposób miasto pozostawało de facto „poszatkowane” na poszczególne, w znacznej mierze odizolowane od siebie rejony. Utrudniało to powstańcom uzyskanie swobody operacyjnej, lecz z drugiej strony zmuszało niemiecki garnizon do prowadzenia wyłącznie działań defensywnych. Jednostki Wehrmachtu kwaterowały przede wszystkim na Żoliborzu (Cytadela), Bielanach, Okęciu oraz w tak zwanej dzielnicy rządowej (rejon placu Piłsudskiego i Krakowskiego Przedmieścia); w dużej mierze pozostawały jednak rozrzucone po całym mieście – zwłaszcza wzdłuż głównych arterii komunikacyjnych. Z kolei oddziały SS i policji koncentrowały się zasadniczo w tak zwanej dzielnicy policyjnej (rejon alei Szucha w Śródmieściu Południowym) oraz na Mokotowie. Część z nich osłaniała także ważniejsze obiekty na terenie miasta (między innymi Pawiak i obóz KL Warschau, elektrownię na Powiślu, Stację Filtrów i tym podobne). W ujęciu bardziej szczegółowym oddziały niemieckiego garnizonu Warszawy były rozlokowane w następujący sposób:
Śródmieście:
- jednostki Wehrmachtu w „dzielnicy rządowej” (rejon placu Piłsudskiego i Krakowskiego Przedmieścia), koszarach na Podzamczu, hotelu „Polonia” przy alejach Jerozolimskich (komenda placu Wehrmachtu) oraz Frontleitstelle (frontowy ośrodek rozdzielczy) między ulicami Hożą a Wspólną;
- grupa bojowa Schutzpolizei pod dowództwem podpułkownika Rodewalda (trzy bataliony) – rejon ulic Wiejskiej, Górnośląskiej i Myśliwieckiej;
- Sicherheitspolizei (zgrupowanie SS-Standartenführera Hahna) wzmocniona przez dwie kompanie Ukraińców – aleja Szucha i rejon alei Róż;
- jednostki SS w koszarach przy ulicy Szwoleżerów, Podchorążych i 29 Listopada oraz w więzieniu przy ulicy Daniłowiczowskiej. Szkolny batalion grenadierów pancernych SS w alejach Ujazdowskich;
- batalion SA w gmachu Poselstwa Czechosłowackiego przy ulicy Koszykowej.

Mokotów:
- jednostki Wehrmachtu w koszarach artylerii przeciwlotniczej przy ulicy Puławskiej (Flakkaserne) oraz szkole przy ulicy Grottgera;
- jednostki SS w koszarach przy ulicy Rakowieckiej (SS-Stauferkaserne), Domu Wedla przy ulicy Puławskiej oraz szkole przy ulicy Kazimierzowskiej;
- żandarmeria w komendzie przy ulicy Dworkowej i jej filii przy ulicy Willowej (podpułkownik Göde);
- baterie artylerii przeciwlotniczej na Polu Mokotowskim.

Wola:
- jednostki Wehrmachtu w koszarach przy ulicy Zawiszy i ulicy Sokołowskiej, baza saperska (Pionierpark) w Forcie Bema;
- oddział Schutzpolizei w kamienicy Ignacego Partowicza przy ulicy Żelaznej róg Chłodnej (Nordwache).

Ochota:
- jednostki Wehrmachtu w czworoboku ulic: Koszykowa-6 Sierpnia-Sucha-Aleja Niepodległości (gmachy Wyższej Szkoły Wojennej i Oficerskiej Szkoły Saperów);
- jednostki SS w rejonie ulic Wawelskiej (gmach Wyższej Szkoły Nauk Politycznych), Tarczyńskiej oraz na rogu ulic Raszyńskiej i Niemcewicza;
- dwie kompanie Schutzpolizei i żandarmeria w Domu Akademickim przy placu Narutowicza.

Żoliborz:
- jednostki Wehrmachtu w koszarach przy ulicy Gdańskiej i obozie leśnym na Bielanach;
- jednostki Wehrmachtu, SS i policji w Cytadeli, gmachu CIWF na Bielanach oraz Instytucie Chemicznym przy ulicy Łączności.

W związku ze zbliżaniem się frontu wschodniego Warszawa znalazła się w strefie operacyjnej niemieckiej 9. Armii, którą dowodził generał wojsk pancernych Nikolaus von Vormann. Na przełomie lipca i sierpnia 1944 przez miasto nieustannie przemieszczały się niemieckie oddziały frontowe, co miało istotny wpływ na przebieg walk powstańczych – zwłaszcza na Pradze, gdzie Niemcy uzyskali w ten sposób wręcz miażdżącą przewagę. Dokładna liczebność tych oddziałów nie jest znana. Wiadomo jednak, że 3. Dywizja Pancerna SS „Totenkopf” pozostawiła na Pradze batalion grenadierów (362 żołnierzy), a 5. Dywizja Pancerna SS „Wiking” – kompanię ciężkich czołgów w rejonie ulicy Rakowieckiej. Na Woli znalazły się natomiast elementy 1 Dywizji Pancerno-Spadochronowej „Hermann Göring” (III batalion 2. pancerno-spadochronowego pułku grenadierów, II batalion pułku pancernego oraz część dywizyjnego oddziału łączności) – liczące łącznie około 1000 żołnierzy i 20 czołgów. Warszawskie mosty zabezpieczało około 300 żołnierzy należących do 2. kompanii 654. batalionu pionierów oraz oddziału pionierów kolejowych.

## Organizacja „sił odsieczy”

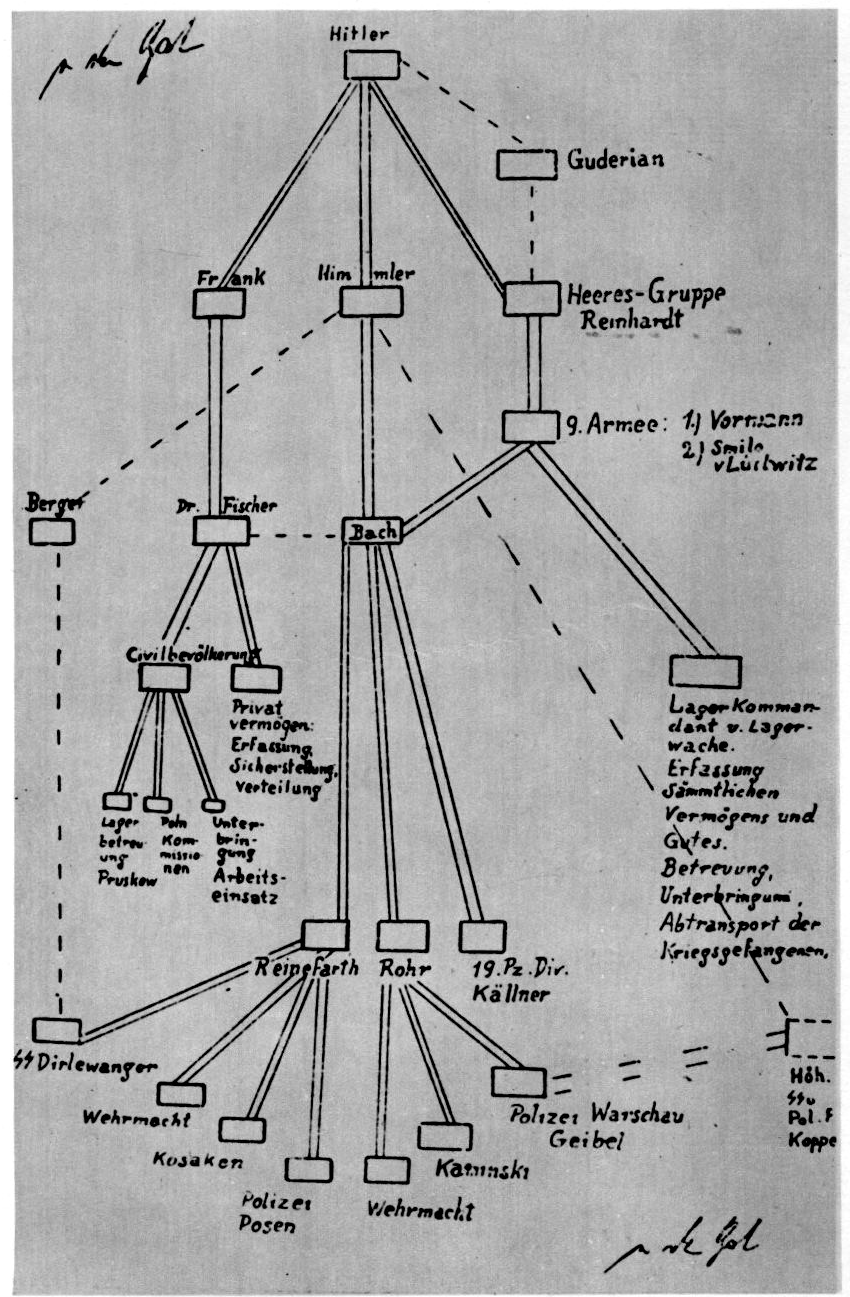
Hierarchia dowodzenia sił niemieckich tłumiących powstanie warszawskie. Szkic wykonany przez Ericha von dem Bach-Zelewskiego podczas procesu norymberskiego

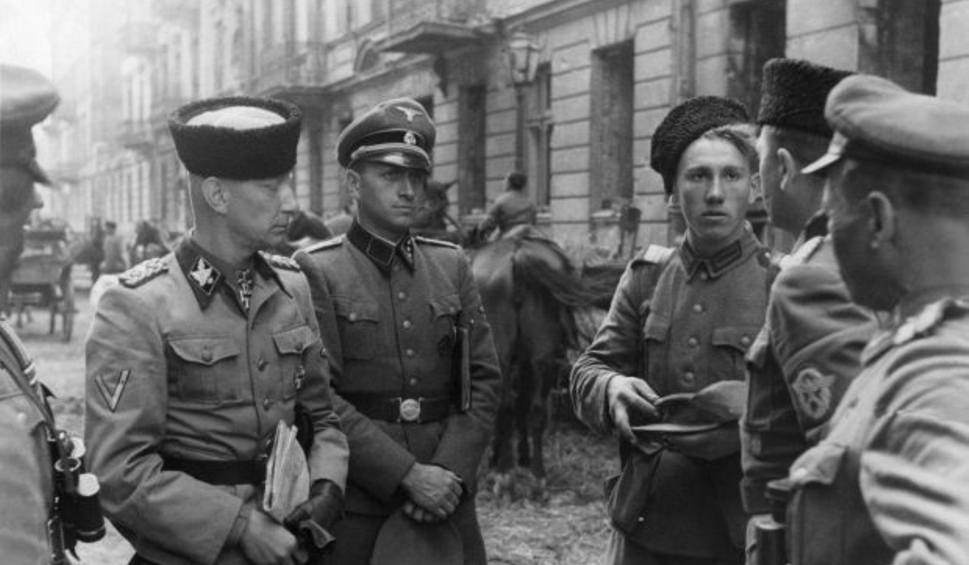
SS-Gruppenführer Heinz Reinefarth wraz żołnierzami 3. pułku Kozaków

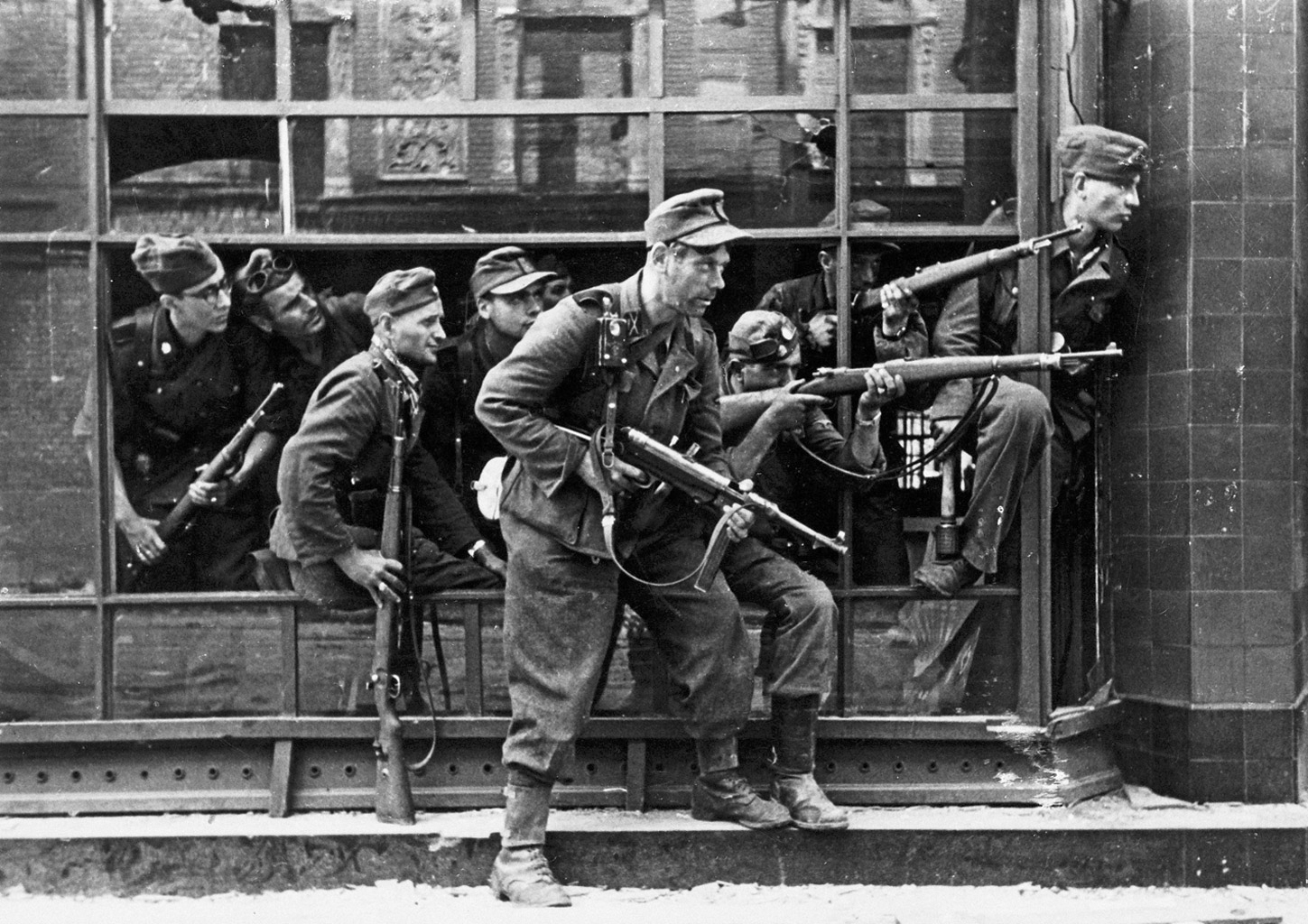
Żołnierze pułku Dirlewangera w Warszawie

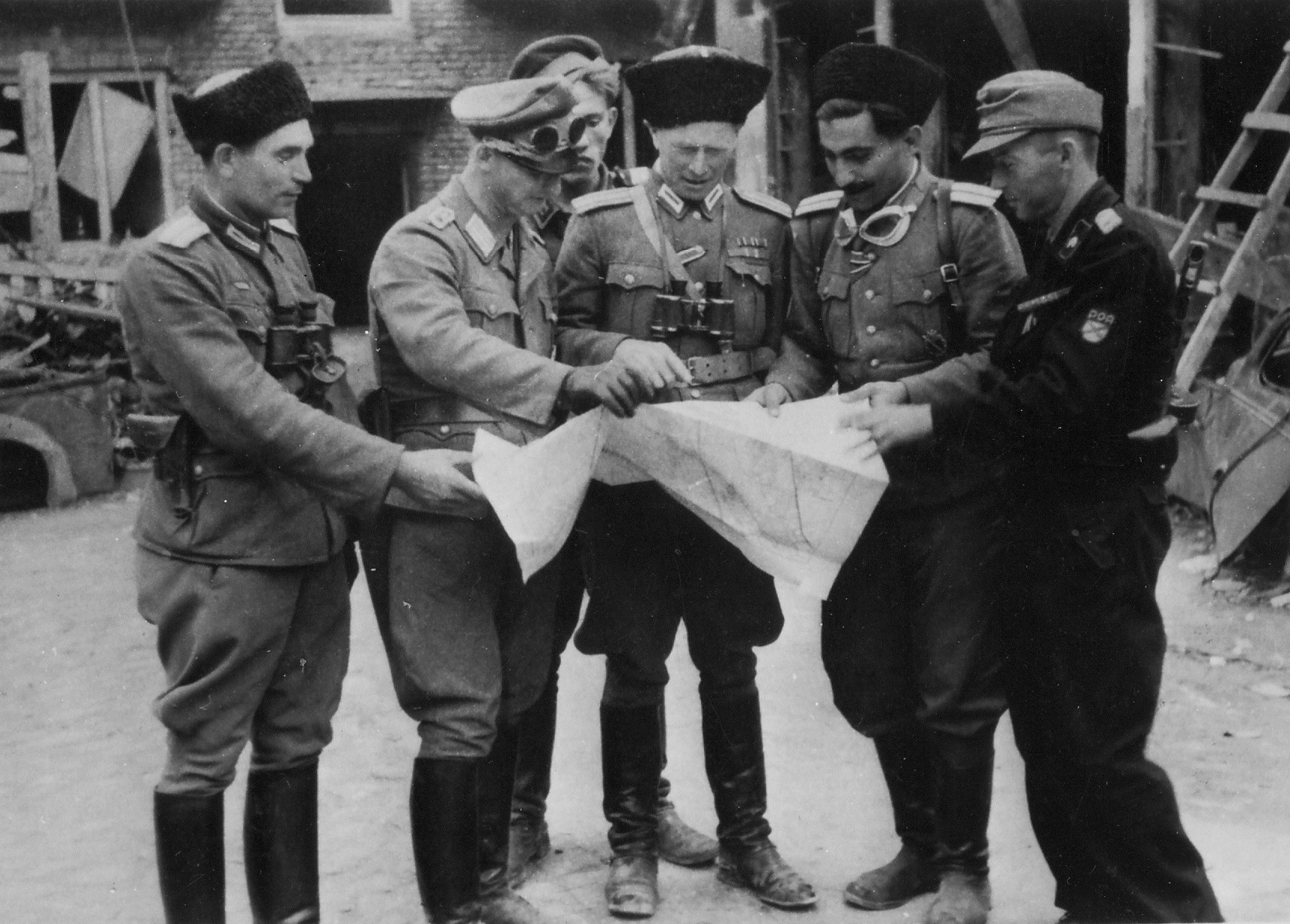
Major Iwan Frołow i oficerowie brygady RONA

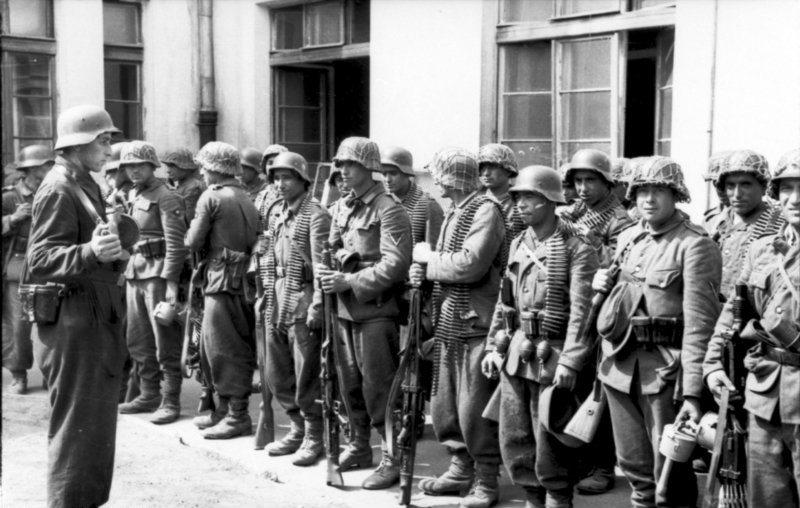
Żołnierze I/111 azerbejdżańskiego batalionu polowego podczas walk w Warszawie

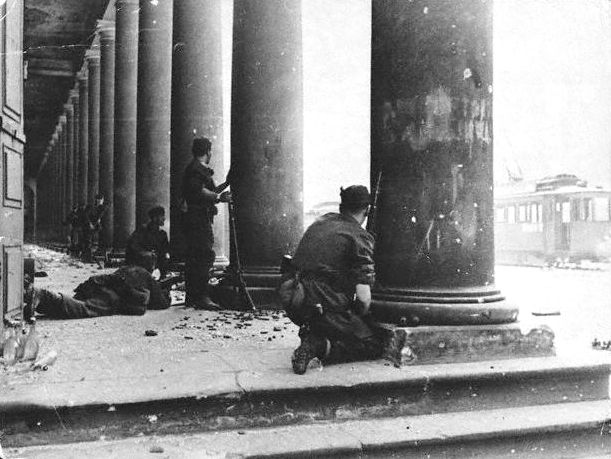
Wschodni kolaboranci ostrzeliwują pozycje powstańców zza kolumnady Teatru Wielkiego

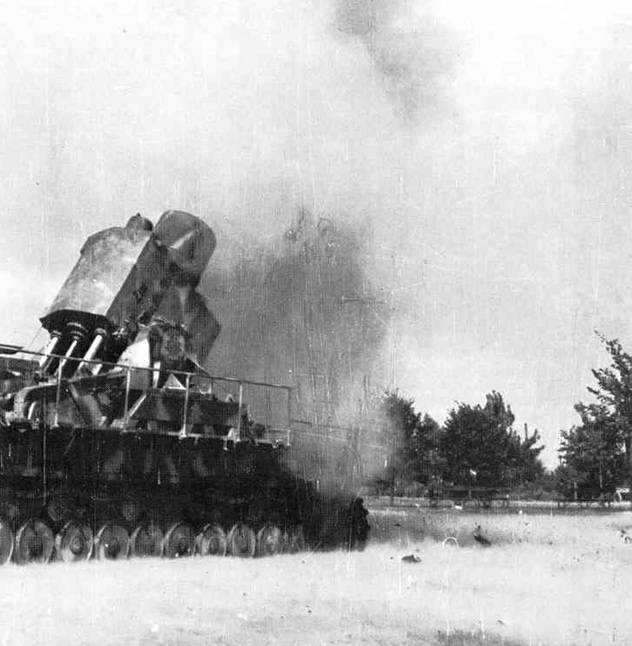
Ciężki moździerz oblężniczy „Karl” ostrzeliwujący Stare Miasto z parku na Woli

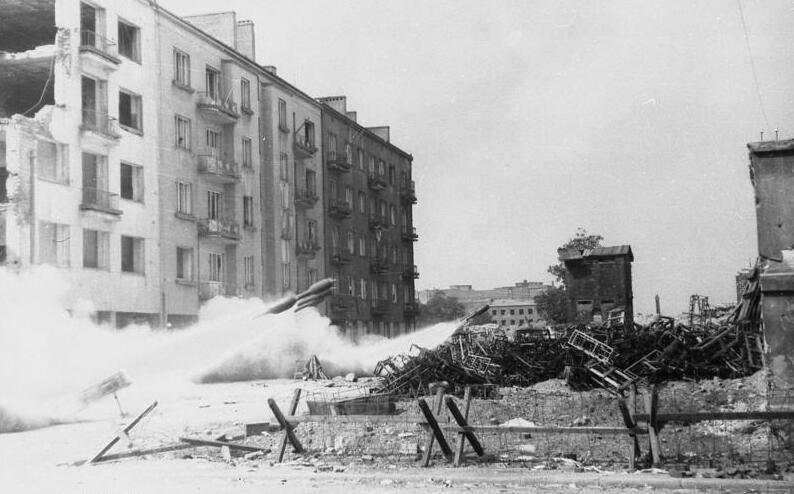
Ostrzał z wyrzutni rakietowych „Nebelwerfer”

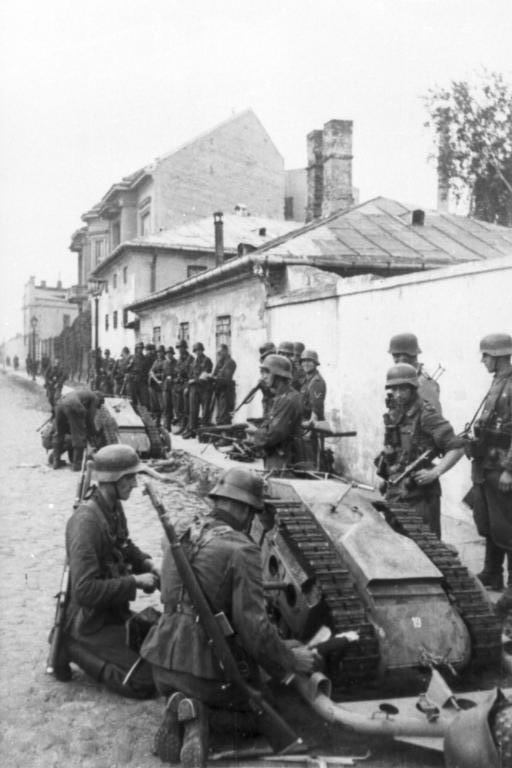
Przygotowywanie „Goliathów”

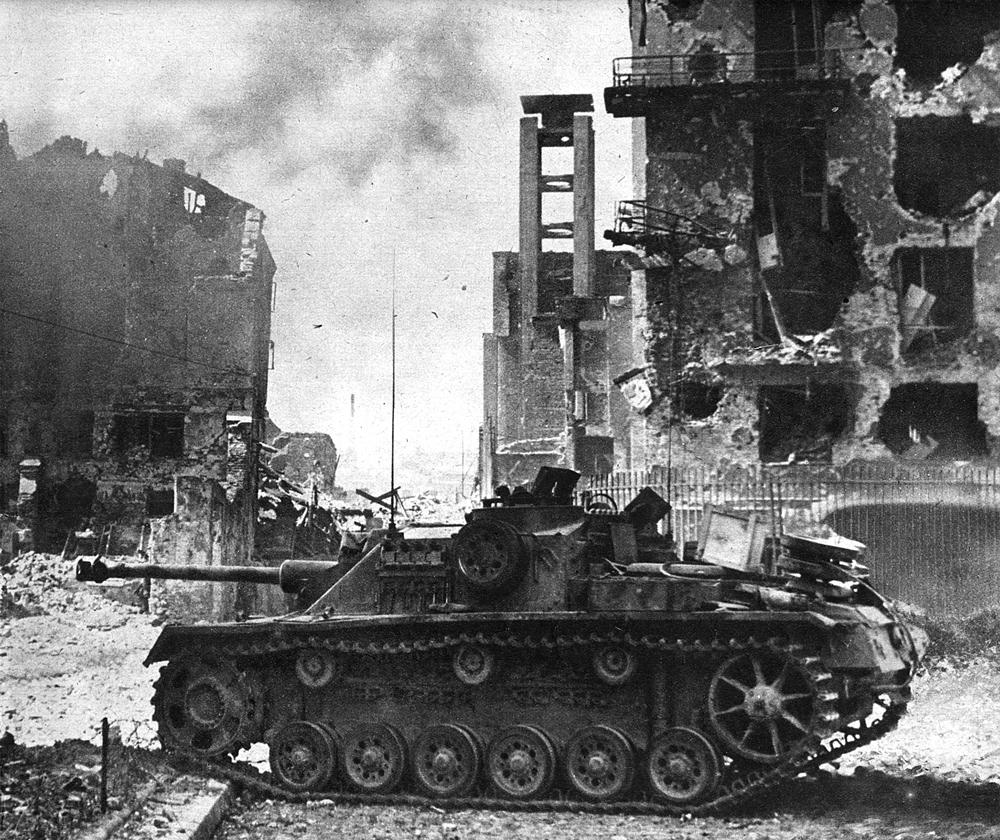
Działo pancerne StuG III Ausf. G podczas walk o Państwową Wytwórnię Papierów Wartościowych

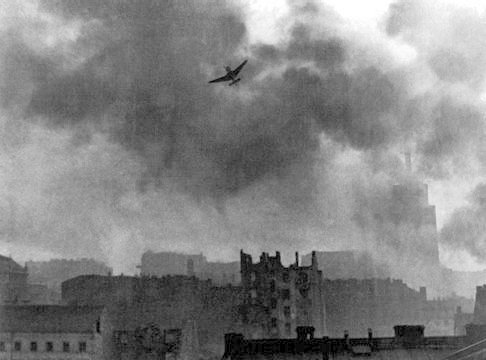
Junkers Ju 87 nad Starówką

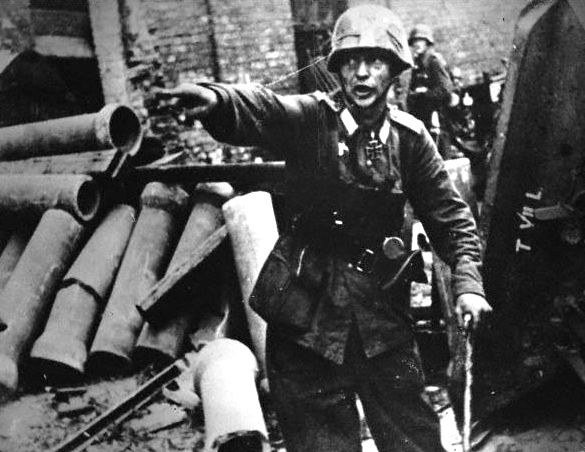
Niemiecki oficer podczas walk w Warszawie

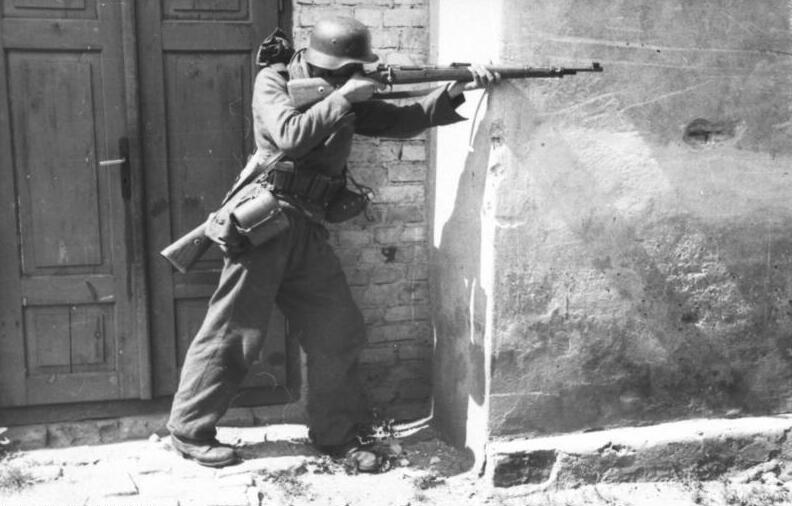
Walki uliczne

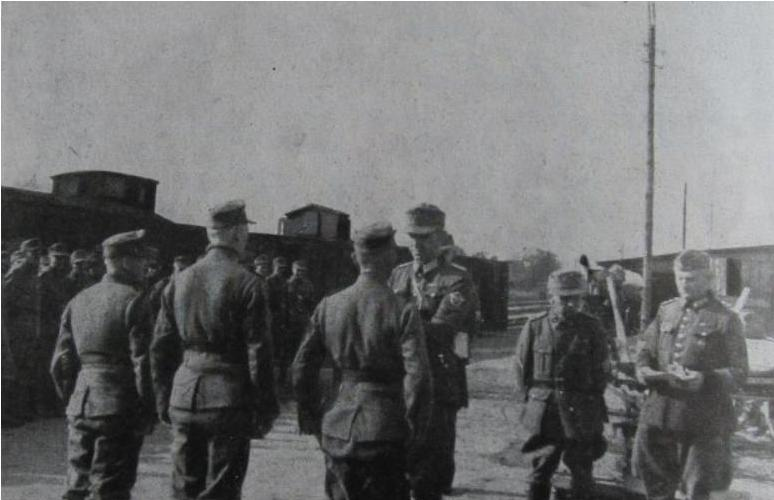
Nadawanie odznaczeń niemieckim żołnierzom walczącym z powstaniem warszawskim

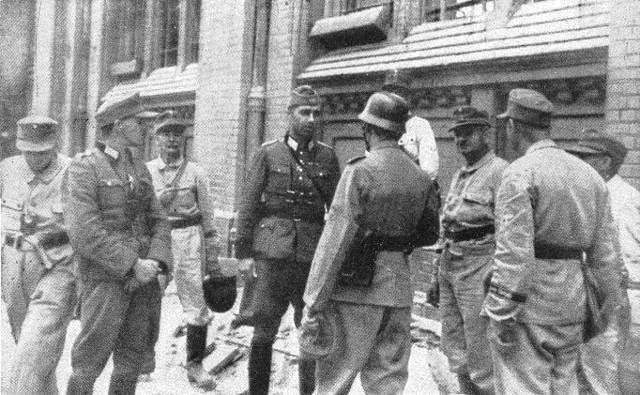
Policyjni saperzy z Technische Nothilfe, odpowiedzialni za planowe wyburzanie polskiej stolicy

Pierwszą reakcją Hitlera na wieść o wybuchu powstania było wydanie rozkazu rozpoczęcia dywanowych nalotów na polską stolicę. Niemiecka Luftwaffe miała „przez masowe użycie wszystkich samolotów frontu środkowego, włącznie z samolotami komunikacyjnymi, zrównać Warszawę z ziemią i przez to zdusić ognisko powstania”. Szybko okazało się jednak, że wykonanie rozkazu jest nierealne. W mieście zostało bowiem odciętych szereg niemieckich urzędów oraz jednostek wojskowych i policyjnych, których ewakuacja była chwilowo niemożliwa. W tej sytuacji zadanie zorganizowania odsieczy dla garnizonu warszawskiego Hitler powierzył Reichsführerowi-SS Heinrichowi Himmlerowi oraz szefowi sztabu generalnego Naczelnego Dowództwa Wojsk Lądowych (OKH), generałowi Heinzowi Guderianowi. Już 2 sierpnia Himmler udał się do Poznania, aby tam wspólnie z miejscowym gauleiterem, Arthurem Greiserem przystąpić do formowania grupy policyjnej, która miała wyruszyć do walki z powstaniem w Warszawie.
Do czasu przybycia „sił odsieczy” walkę z powstańcami w Warszawie prowadziły oddziały garnizonu warszawskiego oraz frontowe jednostki 9. Armii, które wybuch powstania zaskoczył podczas przemarszu przez miasto. Były to w szczególności:
- wymienione wcześniej elementy 1 Dywizji Pancerno-Spadochronowej „Hermann Göring”, które przebijały się przez Warszawę z zachodu na wschód. W dniach 2–4 sierpnia walczyły one z powstańcami na Woli, próbując wywalczyć sobie przejście trasą Wolska-Chłodna-Elektoralna-Senatorska-Most Kierbedzia;
- 4. pułk grenadierów wschodniopruskich, który dowództwo 9. Armii przerzuciło z Zegrza do Warszawy. Począwszy od 3 sierpnia grenadierzy wschodniopruscy próbowali przebić się przez blokowane przez powstańców aleje Jerozolimskie (nacierając od wschodu, z rejonu Mostu Poniatowskiego i Muzeum Narodowego)[19];
- jednostki niemieckiej 19. Dywizji Pancernej, które w dniu 4 sierpnia przebiły się przez Warszawę ze wschodu na zachód, nacierając wzdłuż alei Jerozolimskich[20].

O ile wybuch powstania nie zaskoczył Niemców na poziomie taktycznym, o tyle stanowił zaskoczenie w skali operacyjnej. Dlatego w skład „sił odsieczy” weszły te niemieckie jednostki, których skierowanie do Warszawy było możliwe w obliczu sytuacji panującej aktualnie na froncie wschodnim. Były to w pierwszym rzędzie:
- improwizowana grupa policyjna z Kraju Warty, dowodzona przez tamtejszego Wyższego Dowódcę SS i Policji SS-Gruppenführera Heinza Reinefartha. W skład grupy weszły: dwie i pół kompanii zmotoryzowanej policji, kompania zmotoryzowanej żandarmerii, kompania SS „Röntgen” oraz batalion podchorążych z V oficerskiej szkoły piechoty;
- Pułk Specjalny SS „Dirlewanger” dowodzony przez SS-Oberführera Oskara Dirlewangera. Jednostka ta specjalizowała się dotąd w prowadzeniu brutalnych akcji pacyfikacyjnych na tyłach frontu wschodniego. Większość jej żołnierzy stanowili niemieccy kryminaliści powyciągani z więzień i obozów koncentracyjnych, którym obiecano ułaskawienie w zamian za walkę dla III Rzeszy;
- Brygada Szturmowa SS RONA (Rosyjska Wyzwoleńcza Armia Ludowa) dowodzona przez SS-Brigadeführera Bronisława Kaminskiego. Była to formacja kolaboracyjna złożona w większości z Rosjan i Białorusinów. Po wybuchu powstania spośród żołnierzy brygady sformowano pułk szturmowy pod dowództwem majora Iwana Frołowa (złożony z około 1700 nieżonatych mężczyzn), który wsparto dywizjonem artylerii i skierowano do Warszawy[23];
- dwa kolaboracyjne bataliony azerbejdżańskie (batalion „Bergman” i I batalion 111. pułku);
- 384. ochronny batalion kolejowy, 3. pułk Kozaków oraz 572. batalion Kozaków skierowane do Warszawy przez dowództwo 9. Armii. Ich zadaniem było sformowanie kordonu na północny zachód od miasta, odcinającego Warszawę od Puszczy Kampinoskiej[17];
- 75. szkolny pociąg pancerny.

Pierwsze oddziały „sił odsieczy” pojawiły się w Warszawie w okolicach 4 sierpnia, a do działań zaczepnych przystąpiły następnego dnia. Na jeden dzień generał von Vormann wzmocnił je wówczas zapasowym batalionem z 1 Dywizji Pancerno-Spadochronowej „Hermann Göring” (około 800 żołnierzy). Niemieckie plany przewidywały, że pułk Dirlewangera wraz oddziałami policyjnymi z Kraju Warty uderzy na Wolę celem uwolnienia gubernatora Fischera i generała Stahela (odciętych w „dzielnicy rządowej”) oraz odblokowania trasy Wolska-Chłodna-Elektoralna-Senatorska-Most Kierbedzia. Brygada RONA miała natomiast uderzać na Ochotę i postępując wzdłuż trasy Grójecka-aleje Jerozolimskie odblokować dojście do Mostu Poniatowskiego. Oddziały walczące z powstaniem były sukcesywnie wzmacniane w kolejnych dniach. W dniach 7–8 sierpnia na stacji kolejowej w Pruszkowie zostały wyładowane:
- 608. pułk ochrony dowodzony przez pułkownika Willi Schmidta (jeden z jego batalionów walczył już wówczas na Woli);
- 5. szkolny batalion grenadierów pancernych z Kalisza;
- 48. szkolny batalion grenadierów z Gniezna;
- 458. szkolny batalion grenadierów z Rawicza;
- 3. pułk Kozaków dowodzony przez majora Jacoba;
- dwa wspomniane wcześniej bataliony azerbejdżańskie;
- 500. zmotoryzowany batalion saperów szturmowych;
- 501. oddział dział pancernych Waffen-SS.

W pierwszych dniach sierpnia 1944 niemieckie wojska w Warszawie nie posiadały jednolitego dowództwa. Teoretycznie najwyższą instancją wojskową na terenie miasta był dowódca garnizonu, generał Reiner Stahel. Od 1 sierpnia pozostawał on jednak odcięty w swojej kwaterze w Pałacu Saskim, przez co mógł dowodzić wyłącznie tymi jednostkami garnizonu, z którymi posiadał kontakt telefoniczny. W tej sytuacji dowództwo 9. Armii od początku nie miało skrupułów, aby ingerować w dowodzenie walką na tych odcinkach w Warszawie, gdzie uznawało to za stosowne. Tymczasem Himmler powierzył zadanie stłumienia powstania SS-Obergrupenführerowi Erichowi von dem Bach-Zelewskiemu – dotychczas odpowiedzialnemu za walkę z partyzantką w okupowanej Europie (Chef der Bandenbekämpfungsverbände). Ten dotarł jednak do Warszawy dopiero 5 sierpnia w godzinach popołudniowych. Do tego czasu dowództwo 9. Armii uznawało, że oddziały przybywające na odsiecz Warszawie podlegają najwyższemu spośród obecnych w mieście dowódców SS i policji – to jest przybyłemu z Poznania SS-Gruppenführerowi Heinzowi Reinefarthowi (jako, że nie posiadał on doświadczenia wojskowego przydzielono mu na szefa sztabu oficera Wehrmachtu – podpułkownika Kurta Fischera). W rzeczywistości zwierzchnie kierownictwo Reinefartha nad „siłami odsieczy” było jednak dość iluzoryczne, gdyż zarówno Dirlewanger, jak i Kaminski powołując się na upoważnienia otrzymane bezpośrednio od Himmlera wykonywali jego rozkazy bardzo niechętnie.

## Korpsgruppe von dem Bach
Brak jednolitego dowodzenia w Warszawie znacznie utrudniał Niemcom walkę z powstaniem. Ta sytuacja uległa zmianie 14 sierpnia 1944, gdy Hitler mianował SS-Obergrupenführera von dem Bacha na stanowisko „generała dowodzącego w obszarze Warszawy”. Podlegały mu odtąd wszystkie jednostki Wehrmachtu, SS i policji na terenie miasta, a także miejscowe organy niemieckiej administracji cywilnej. Powstała w ten sposób tak zwana Grupa Korpuśna von dem Bacha (niem. Korpsgruppe von dem Bach). Funkcję szefa sztabu Bacha pełnił SS-Obersturmbannführer Goltz. 9 sierpnia padł on jednak ofiarą wypadku samochodowego, a jego obowiązki do końca powstania pełnił oficer operacyjny sztabu grupy (Ia) major Völker. Początkowo planowano, iż szefem sztabu von dem Bacha zostanie dotychczasowy Dowódca SS i Policji na dystrykt warszawski SS-Oberführer Paul Otto Geibel. W tym celu pozbawiono go pełnionego dotąd stanowiska dowódcy obrony w „dzielnicy policyjnej” (blok obronny „D”) i skierowano do sztabu von dem Bacha. Ostatecznie jednak Geibel aż do zakończenia powstania przebywał w sztabie bez określonego przydziału. Na stanowisku dowódcy sektora obronnego „D” zastąpił go natomiast podpułkownik Wilhelm Rodewald (dotychczasowy dowódca Schutzpolizei w Warszawie).
Tymczasem siły von dem Bacha były sukcesywnie wzmacniane. Między 9 a 20 września do Warszawy skierowano następujące jednostki:
- 23. Dywizję Rezerwową z węgierskiego II Korpusu Rezerwowego. Wzmocniła ona kordon otaczający Warszawę (9 sierpnia);
- 201. ciężką baterię moździerzy pozycyjnych (11 sierpnia);
- 302. oddział tankietek specjalnego przeznaczenia (11 sierpnia);
- 501. zmotoryzowany batalion saperów szturmowych (12 sierpnia);
- 218. szturmową kompanię pancerną (12 sierpnia);
- 1000. kompanię moździerzy kal. 380 mm. (15 sierpnia);
- moździerz kalibru 600 mm „Karl” z 638. baterii artylerii (15 sierpnia);
- moździerz 380 mm „Siegfried” z 686. kolejowej baterii artylerii (17 sierpnia);
- 46. i 627. zmotoryzowane bataliony saperów szturmowych (17 sierpnia);
- batalion lekkich miotaczy ognia „Krone” (20 sierpnia).

W ciągu niespełna dwóch tygodni Korpsgruppe von dem Bach osiągnęła liczebność około 25 tysięcy żołnierzy. Formacje piesze, stanowiące podstawę masy żołnierskiej w grupie Bacha, przydzielano zazwyczaj ze struktur SS i policji. Z kolei z zasobów Wehrmachtu kierowano do walki z powstaniem zazwyczaj jednostki wyposażone w broń ciężką (artyleria, czołgi i pojazdy pancerne i tym podobne) lub rozmaite oddziały specjalnego przeznaczenia (na przykład saperzy szturmowi). Jednostki niemieckie były bogato wyposażone w nowoczesne rodzaje broni. Na ich stanie uzbrojenia znajdowały się na przykład sześciolufowe moździerze rakietowe kalibru 300 mm i 380 mm, kompania samobieżnych moździerzy szturmowych kalibru 150 mm (na podwoziach czołgu Pzkfw-38), ciężki moździerz kolejowy kalibru 380 mm „Siegfried” oraz ciężki moździerz oblężniczy „Karl” kalibru 600 mm. Szczególnym rodzajem broni stosowanej przez Niemców w Warszawie były zdalnie kierowane gąsienicowe miny samobieżne „Goliath” oraz eksperymentalne pojazdy „Tajfun”, w których ładunek wybuchowy stanowiła mieszanina tlenku węgla i etylenu. Wykorzystywano także wypełnione 500 kilogramami trotylu tankietki Sd.Kfz.301, które były podprowadzane pod cel przez kierowcę, a następnie (po wycofaniu się przez niego) detonowane drogą radiową. Działania Korpsgruppe von dem Bach wspierała także artyleria 9. Armii – w szczytowym momencie było to aż 188 dział. Wsparcie lotnicze zapewniały samoloty niemieckiej 6. Floty Powietrznej (Luftflotte 6), dowodzonej przez feldmarszałka Roberta von Greima. W Warszawie zostały użyte bombowce nurkujące Ju 87 z I eskadry 1. pułku szturmowego oraz IV eskadry 77. pułku szturmowego, a także myśliwce bombardujące Bf 109 z I eskadry 51. pułku. Działały one przeciw powstaniu mniej więcej do połowy sierpnia. Później na lotnisku Okęcie pozostawała już tylko grupa podpułkownika Klussmanna, składająca się z czterech Ju 87 (samoloty I eskadry 1. pułku szturmowego). W sierpniu i wrześniu 1944 bombowce nurkujące wykonały łącznie 1204 loty bojowe nad Warszawą, a myśliwce Bf 109 – 204 loty (razem 1408 lotów bojowych). Zrzuciły one na miasto blisko 1580 ton bomb. Tyły Grupy Korpuśnej Bacha zabezpieczał 532. Obszar Tyłowy pod dowództwem generała Bernharda (podlegały mu między innymi 252. litewski batalion wartowniczy, liczący siedem batalionów 183. pułk ochrony oraz samodzielny 469. batalion ochrony gospodarczej).
Bach podzielił swoją Grupę Korpuśną na dwie grupy bojowe (kampfgruppe) dowodzone przez generałów Reinefartha i Rohra. Z wykazu sporządzonego przez sztab von dem Bacha w dniu 20 sierpnia 1944 wynika, że w momencie rozpoczęcia szturmu na warszawskie Stare Miasto Korpsgruppe von dem Bach liczyła około 25 tysięcy oficerów i żołnierzy. W ujęciu bardziej szczegółowym struktura i liczebność jej oddziałów były następujące:

### Grupa bojowa „Rohr”
Grupa Bojowa „Rohr” została utworzona w dniu 16 sierpnia 1944. Na jej czele stanął generał Günther Rohr, a funkcję jego szefa sztabu pełnił pułkownik Lange. Obszar działania Kampfgruppe „Rohr” obejmował południowe dzielnice Warszawy (na południe od alei Jerozolimskich). W skład grupy wchodziła brygada RONA oraz jednostki z bloku obronnego „D” (dzielnica policyjna) – razem 6251 oficerów i żołnierzy.
W ujęciu bardziej szczegółowym struktura i liczebność Kampfgruppe „Rohr” były następujące:
- punkty oporu bloku obronnego „D”, podległe Dowódcy SS i Policji na dystrykt warszawski
  - stan liczbowy – 3707 ludzi.
- pułk brygady szturmowej SS „RONA”
- bateria dział kalibru 122 mm (2 działa)
- bateria dział kalibru 75 mm (2 działa)
  - stan liczbowy (oficerowie/żołnierze) – 75/1510
- 627. batalion pionierów,
  - stan liczbowy (oficerowie/żołnierze) – 14/723
- I kompania 500. szturmowego batalionu pionierów pancernych
- jednostki z 80. pułku artylerii przeciwlotniczej
  - stan liczbowy (oficerowie/żołnierze) – 1/221
- 3. bateria z pułku Artylerii Przeciwlotniczej z 5. Dywizji Pancernej SS „Wiking”.
  - stan liczbowy – nie podano.

Brygada RONA posiadała minimalną wartość bojową, a jej żołnierze byli zainteresowani wyłącznie gwałtami, rabunkiem i alkoholem. W dodatku jej dowódca Bronisław Kaminski wykazywał daleko posuniętą skłonność do niesubordynacji. W rezultacie pod koniec sierpnia 1944 von dem Bach doprowadził do rozstrzelania Kaminskiego, a brygadę RONA przerzucił do Puszczy Kampinoskiej. W zamian Grupa Bojowa „Rohr” była stopniowo wzmacniana jednostkami takimi jak: 996. i 997. batalion strzelców obrony krajowej, 350. batalion ochronny, 73. batalion fizylierów (bez jednej kompanii), 627. batalion pionierów zmotoryzowanych oraz 209. batalion Kozaków.

### Grupa bojowa „Reinefarth”
Grupa Bojowa „Reinefarth” stanowiła główną siłę uderzeniową Korpsgruppe von dem Bach. Na jej czele stanął SS-Gruppenführer Heinz Reinefarth, podczas gdy funkcję jego szefa sztabu pełnił nadal podpułkownik Kurt Fischer. Obszar działania Kampfgruppe „Reinefarth” obejmował północne dzielnice Warszawy (do alei Jerozolimskich włącznie). Liczyła ona łącznie 5100 oficerów i żołnierzy, podzielonych na trzy grupy szturmowe (Angriffsgruppe) – Dirlewangera, Recka i Schmidta.
Szczególną rolę pełniła przydzielona do Grupy Bojowej „Reinefarth” specjalna jednostka niemieckiej policji bezpieczeństwa – tak zwane Einsatzkommando der Sicherheitspolizei bei der Kampfgruppe Reinefarth. Na jej czele stał SS-Hauptsturmführer Alfred Spilker (stąd znana była także jako Sonderkommando „Spilker”), jeden z najbardziej doświadczonych i wpływowych funkcjonariuszy nazistowskich służb bezpieczeństwa na terenie Generalnego Gubernatorstwa. Jednostka pełniła funkcję komórki wywiadu Kampfgruppe „Reinefarth”, a jej członków przydzielano do poszczególnych grup uderzeniowych. Sonderkommando „Spilker” zajmowało się również „selekcją” wypędzanej ludności Warszawy, która polegała na wyciąganiu z tłumu uchodźców ukrytych powstańców lub cywilów uznawanych za „niepożądanych” (na przykład Żydów, osób niezdolnych do pracy i tym podobnych). Ludzi tych członkowie komanda rozstrzeliwali następnie w fabryce Pfeiffera na Woli.

#### Grupa szturmowa „Dirlewanger”
Na czele grupy stał SS-Oberführer Oskar Dirlewanger. Liczyła ona 1978 oficerów i żołnierzy. W ujęciu bardziej szczegółowym struktura i liczebność grupy były następujące:
- pułk SS „Dirlewanger” z podporządkowanymi mu: 3. kompanią 111. pułku azerbejdżańskiego i wschodniomuzułmańskim pułkiem SS (bez III batalionu)
  - stan liczbowy (oficerowie/żołnierze) – 19/1306
- wzmocniony II batalion Oddziału Specjalnego „Bergmann” (bez 7. kompanii), 2. i 4. kompanie żandarmerii z Einsatzkommando „Walter”, 1. i 2. kompanie 111. pułku azerbejdżańskiego oraz pół plutonu 4. kompanii ckm ze 111. pułku azerbejdżańskiego
  - stan liczbowy (oficerowie/żołnierze) – 9/539
- 5 dział 20 mm z 80. pułku artylerii przeciwlotniczej
  - stan liczbowy (oficerowie/żołnierze) – 1/30
- pluton 654. batalionu pionierów,
  - stan liczbowy (oficerowie/żołnierze) – 0/56.
- drużyna z batalionu miotaczy płomieni „Krone” (8 miotaczy)
  - stan liczbowy (oficerowie/żołnierze) – 0/8

#### Grupa uderzeniowa „Reck”
Na czele grupy stał major Max Reck z V oficerskiej szkoły piechoty w Poznaniu. Liczyła ona 1580 oficerów i żołnierzy. W ujęciu bardziej szczegółowym struktura i liczebność grupy były następujące:
- wzmocniony kombinowany batalion „Arzberger” (sztab, trzy kompanie grenadierów, kompania broni ciężkiej, pluton artylerii przeciwpancernej, pluton konny, pluton pionierów, 7. kompania II batalionu Oddziału Specjalnego „Bergmann”, kompania grenadierów ze szkoły SS „Treskau”)
  - stan liczbowy (oficerowie/żołnierze) – 11/888
- 1. i 6. kompanie żandarmerii z Einsatzkommando „Walter”
  - stan liczbowy (oficerowie/żołnierze) – 9/262
- kompania policji „Warszawa”
  - stan liczbowy – 363
- pluton kompanii ckm SS „Röntgen” z Poznania
  - stan liczbowy – 1/38
- drużyna z batalionu miotaczy płomieni „Krone” (8 miotaczy)
  - stan liczbowy (oficerowie/żołnierze) – 0/8

#### Grupa uderzeniowa „Schmidt”
Na czele grupy stał pułkownik Willy Schmidt (dowódca 608. pułku ochrony). Liczyła ona 1552 oficerów i żołnierzy. W ujęciu bardziej szczegółowym struktura i liczebność grupy były następujące:
- 608. pułk ochrony
  - stan liczbowy (oficerowie/żołnierze) – 20/598
- batalion grenadierów „Benthin” (bez 2. kompanii)
  - stan liczbowy (oficerowie/żołnierze) – 9/536
- batalion policji „Burchardt” (trzy kompanie)
  - stan liczbowy (oficerowie/żołnierze) – 7/264
- dwa plutony 4. kompanii ckm ze 111. pułku azerbejdżańskiego
  - stan liczbowy (oficerowie/żołnierze) – 1/60
- drużyna z batalionu miotaczy płomieni „Krone” (8 miotaczy)
  - stan liczbowy (oficerowie/żołnierze) – 0/8
- 75. szkolny pociąg pancerny
  - stan liczbowy (oficerowie/żołnierze) – 1/48

### Oddziały podporządkowane bezpośrednio Grupie Korpuśnej
W skład sił podległych bezpośrednio dowódcy Grupy Korpuśnej wchodziły: grupa dyspozycyjna (odwody, względnie jednostki przejściowo podporządkowane) oraz grupa odgradzająca (Abschirmungsgruppe). W skład tej pierwszej wchodziły przede wszystkim jednostki wyposażone w broń ciężką oraz oddziały specjalne (broń pancerna, artyleria najcięższa i wyrzutnie rakietowe, pionierzy, miotacze ognia i tym podobne) – łącznie około 2050 oficerów i żołnierzy. Z kolei grupa odgradzająca tworzyła kordon posterunków wokół Warszawy, które miały uniemożliwić ucieczkę ludności cywilnej oraz przenikanie do miasta oddziałów partyzanckich z pobliskich lasów. W jej skład wchodziły głównie jednostki kolaboracyjne – łącznie około 3584 oficerów i żołnierzy. W ujęciu bardziej szczegółowym ich struktury i liczebność były następujące:

#### Odwody, względnie jednostki przejściowo podporządkowane
- 200. oddział dział szturmowych (3 działa)
  - stan liczbowy (oficerowie/żołnierze) – 3/157
- 302. oddział pancerny (20 dział pancernych i 50 „Goliathów”), pułk pionierów szturmowych „Herzog” wraz z 46. batalionem pionierów
  - stan liczbowy (oficerowie/żołnierze) – 14/664
- 500. szturmowy batalion pionierów pancernych (bez 1. kompanii)
  - stan liczbowy (oficerowie/żołnierze) – 4/281
- 218. kompania dział szturmowych (10 dział kalibru 150 mm)
  - stan liczbowy (oficerowie/żołnierze) – 1/77
- 638. ciężka bateria (moździerz „Karl” kalibru 610 mm)
  - stan liczbowy (oficerowie/żołnierze) – 3/110
- 201. bateria ciężkich wyrzutni rakietowych
  - stan liczbowy (oficerowie/żołnierze) – 2/62
- 1000. kompania moździerzy szturmowych (2 samobieżne moździerze pancerne kalibru 380 mm)
  - stan liczbowy (oficerowie/żołnierze) – 2/54
- 3 kompania 21. batalionu policji „Sarnow”
  - stan liczbowy (oficerowie/żołnierze) – 2/110
- batalion miotaczy płomieni „Krone” (150 miotaczy)
  - stan liczbowy (oficerowie/żołnierze) – 10/292
- zmotoryzowany batalion policyjnej straży ogniowej
  - stan liczbowy (oficerowie/żołnierze) – 10/192

#### Grupa odgradzająca
- batalion policji „Sarnow” (sztab, trzy kompanie grenadierów, kompania żandarmerii)

oraz podporządkowane mu:
- trzy kompanie żandarmerii z Einsatzkommando „Walter”
- 2. kompania batalionu policji „Benthin”
- pluton kompanii SS „Röntgen” z Poznania
  - stan liczbowy (oficerowie/żołnierze) – 24/1224
- IV batalion 57. pułku ochrony (Kozacy)
  - stan liczbowy (oficerowie/żołnierze) – 8/936
- 572. batalion Kozaków,
  - stan liczbowy (oficerowie/żołnierze) – 14/605.
- 69. oddział Kozaków,
  - stan liczbowy (oficerowie/żołnierze) – 14/759

### Grupa Komendanta Warszawy
Na czele grupy stał generał Reiner Stahel. Podlegały mu jednostki stanowiące załogi punktów oporu w blokach obronnych:
- „A” (1311 żołnierzy);
- „B” (1413 żołnierzy);
- „C” (1754 żołnierzy).

Razem 4478 oficerów i żołnierzy.

### W drodze do korpusu
- 501. szturmowy batalion pionierów pancernych;
- 579. oddział Kozaków;
- 580. oddział kawalerii rosyjskiej.

## Siły niemieckie we wrześniu 1944
Ze względu na twardy opór powstańców, ciężkie straty poniesione podczas bitwy o Stare Miasto (19 sierpnia – 2 września) oraz obawy przed wznowieniem przez Armię Czerwoną ofensywy w kierunku Warszawy von dem Bach żądał, aby jego Grupa Korpuśna została wzmocniona pełnowartościowym związkiem taktycznym. Ze względu na trudną sytuację militarną III Rzeszy spełnienie tego postulatu było jednak bardzo trudne. Na początku września Korpsgruppe von dem Bach powiększono jedynie o przybyły z Prus Wschodnich 34. pułk policji oraz dwa pododdziały specjalnego przeznaczenia (Horach und Miner kp i Bohr und Minier Zug), których zdaniem było zniszczenie miejskiego systemu kanalizacji – wykorzystywanego przez powstańców w charakterze szlaku komunikacyjnego. 9 września do sił von dem Bacha dołączono jeszcze dodatkowo 17. pułk policyjny (wzmocniony baterią artylerii przeciwlotniczej). Sytuacja uległa zmianie w połowie września 1944, gdy wojska sowieckie wznowiły ofensywę w kierunku Warszawy i zdobyły prawobrzeżną Pragę (14 września). Dowództwo Grupy Armii „Środek” wzmocniło wówczas Grupę Korpuśną von dem Bacha elementami 25. Dywizji Pancernej (87. batalion saperów, 25. oddział rozpoznawczy, 91. pułk artylerii). Uczestniczyły one w walkach z powstańcami na Marymoncie i Żoliborzu.
Po zajęciu Pragi przez Armię Czerwoną Warszawa znalazła się bezpośrednio w strefie frontowej. Z tego powodu w dniu 19 września niemieckie dowództwo skierowało do miasta XXXXVI Korpus Pancerny dowodzony przez generała Smilo von Lüttwitza. Jego zadaniem było zabezpieczenie lewego brzegu Wisły przed ewentualnym desantem sowieckim (na odcinku od Młocin do Coniewa). Dowództwu XXXXVI Korpusu podporządkowano część oddziałów wchodzących dotąd w skład Korpsgruppe von dem Bach – między innymi Grupę Bojową „Rohr”, elementy 25. Dywizji Pancernej, węgierską 5. Dywizję Rezerwową, 69. i 572. bataliony kozackie, IV batalion 57. pułku kozackiego oraz 408. dowództwo artylerii. XXXXVI Korpus Pancerny ściśle współpracował odtąd z Grupą Korpuśną von dem Bacha w walce przeciwko polskim powstańcom. 22 września z szeregów XXXXVI Korpusu wycofano 25. Dywizję Pancerną, a na jej miejsce wprowadzono 19. Dywizję Pancerną. Wzięła ona udział w ostatecznym niemieckim szturmie na Żoliborz.
Wraz z upływem czasu w Grupie Korpuśnej von dem Bacha jednostki Wehrmachtu zaczęły przeważać liczebnie nad jednostkami SS i policji. Z tego względu pod koniec września dowództwo 9. Armii podjęło próbę odsunięcia von dem Bacha od dowodzenia operacyjnego na terenie Warszawy. Propozycja ta nie została jednak zaakceptowana przez Hitlera i Himmlera, a von dem Bach dowodził walką w mieście do samego końca powstania.

## Kolaboranci i sojusznicy
Charakterystyczną cechą sił niemieckich tłumiących powstanie był liczny udział w walce jednostek kolaboracyjnych złożonych z byłych obywateli ZSRR. Mieszkańcy Warszawy określali ich gremialnie mianem „Ukraińców” lub „Kałmuków”, i te określenia pojawiają się najczęściej w przekazie wspomnieniowym. Wynikało to w dużej mierze z wrażenia, jakie wywołały w całej Polsce informacje o zbrodniach dokonywanych na Kresach przez ukraińskich nacjonalistów. W rzeczywistości tylko jedna zwarta jednostka ukraińska walczyła w Warszawie latem 1944. Był to Ukraiński Legion Samoobrony (dowódca: pułkownik Petro Diaczenko), który od 15 do 23 września 1944 brał udział w walkach na przyczółku czerniakowskim, a następnie jako 31. Schutzmannschafts-Bataillon der SD uczestniczył w działaniach przeciwko zgrupowaniu Armii Krajowej w Puszczy Kampinoskiej (27–30 września).
Wbrew powszechnemu po zakończeniu wojny mniemaniu (wpływ sowieckiej propagandy), w tłumieniu powstania udziału nie brały także oddziały Rosyjskiej Armii Wyzwoleńczej (ROA) pod dowództwem generała Andrieja Własowa (wówczas jeszcze nie istniała). Niektóre spośród wschodnich formacji kolaboracyjnych uczestniczących w tłumieniu powstania zostały jednak wcielone do Armii Własowa po jej oficjalnym utworzeniu. Dla przykładu byli żołnierze brygady RONA zostali wcieleni do 1. Dywizji ROA.
Do walki z powstaniem Niemcy zamierzali wykorzystać oddziały węgierskiego II korpusu rezerwowego, dowodzonego przez generała Antala Vattaya. Wchodząca w jego skład 23. Dywizja Rezerwowa dotarła w okolice miasta już 9 sierpnia, a pozostałe trzy dywizje (1. Dywizja Kawalerii, 5. i 12. Dywizje Rezerwowe) wraz ze sztabem korpusu – między 15 a 20 sierpnia. Dowództwo 9. Armii liczyło, że węgierski korpus wzmocni kordon otaczający Warszawę. Szybko okazało się jednak, że Węgrzy jawnie sympatyzują z Polakami. Węgierskie posterunki przepuszczały polskie oddziały partyzanckie zmierzające do miasta, a oficerowie korpusu podjęli nawet pertraktacje z dowództwem AK w sprawie zmiany sojuszu i wspólnego wystąpienia przeciw Niemcom. W tej sytuacji niemieckie dowództwo było zmuszone zrezygnować z wykorzystania węgierskiego korpusu przeciw powstańcom.